# Seui
Seui ist eine italienische Gemeinde (comune) mit 1151 Einwohnern (Stand 31. Dezember 2024) in der Metropolitanstadt Cagliari auf Sardinien. Die Gemeinde liegt etwa 30 Kilometer westsüdwestlich von Tortolì und grenzt unmittelbar an die Provinz Ogliastra im Parco nazionale del Golfo di Orosei e del Gennargentu. Die Nuraghe Ardasai liegt beim Ort.

## Verkehr
Durch die Gemeinde führt die Strada Statale 198 di Seui e Lanusei von Serri nach Tortolì. Der Bahnhof von Seui liegt an der Bahnstrecke Mandas–Arbatax.

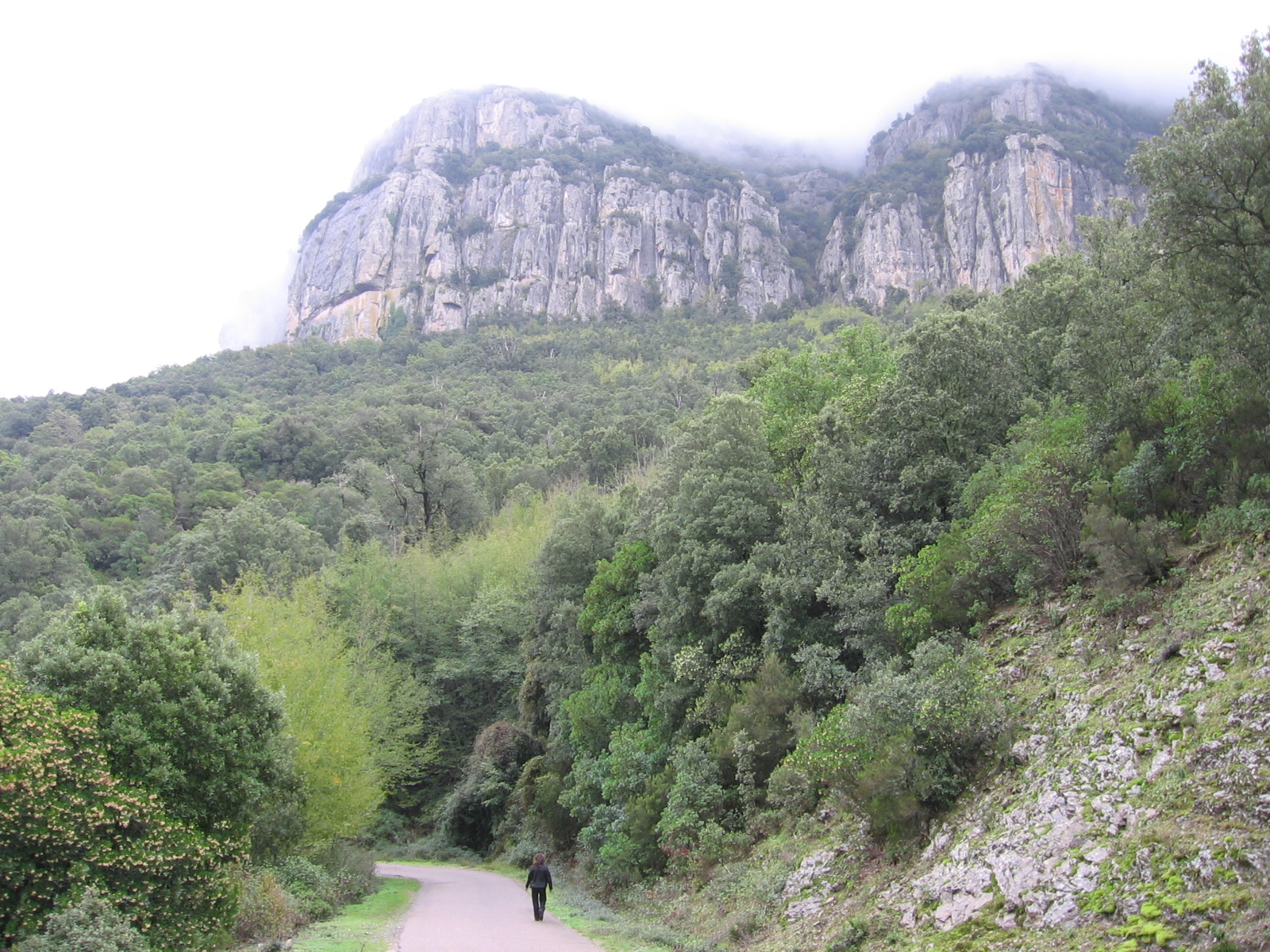
Die Berge bei Seui